# Personnages de Code Lyoko
Pour des articles plus généraux, voir Code Lyoko et Code Lyoko Évolution.
 (novembre 2018).
Si vous disposez d'ouvrages ou d'articles de référence ou si vous connaissez des sites web de qualité traitant du thème abordé ici, merci de compléter l'article en donnant les références utiles à sa vérifiabilité et en les liant à la section « Notes et références ».
Cet article présente les personnages de Code Lyoko.

## Personnages principaux

### Jérémie Belpois
- Sexe : Garçon
- Surnom : (par Odd) Einstein
- Âge : 13 ans (14 ans à partir de la saison 3)
- Taille : 1,60 m (saisons 1-2), 1,66 m (saisons 3-4)
- Poids : 47 kg (saisons 1-2), 52 kg (saisons 3-4)
- Famille : Patrick Belpois (cousin), Michel Belpois (père)
- Affiliation : Lyoko-guerrier, élève pensionnaire à Kadic.
- Caractéristiques : Myope (porte des lunettes), surdoué.

Jérémie Belpois (orthographié Jeremy dans la version anglophone) est le leader de fait des Lyoko-guerriers. C'est lui qui a découvert le supercalculateur, alors qu'il cherchait des pièces pour ses robots (il en construit depuis l'âge de douze ans), et par là même, Aelita. Historiquement, il est le premier "terrien" à avoir été victime d'une attaque de XANA, dont il a été sauvé par Ulrich, qu'il a mis dans la confidence (Odd et Yumi n'ont été mêlés à l'histoire que malgré eux).
Jérémie est un garçon blond avec des lunettes. Il est le meilleur élève de Kadic et excelle dans toutes les matières, sauf le sport, ce qui lui vaut l'animosité de Jim Moralès. 
Jérémie ne participe jamais aux combats sur Lyoko : il reste en général en arrière pour coordonner les attaques de ses amis et surtout, pour lancer le "retour vers le passé" qui permet d'effacer les dégâts une fois la tour désactivée. C'est généralement également lui, qui à chaque fin de saison, découvre la solution qui permettra de résoudre le problème qui fait l'intrigue (matérialiser Aelita dans la saison 1, trouver l'antivirus dans la saison 2, lui rendre sa mémoire dans la saison 3, libérer William puis anéantir définitivement XANA dans la saison 4). Le fait de n'avoir jamais été virtualisé se retournera contre lui dans l'épisode "Mister Pück" où XANA parviendra à le xanatifier après avoir échoué avec Odd, puis Ulrich. Une fois libéré de l'emprise, il acceptera de se faire virtualiser pour devenir plus fort. Cette expérience ne lui plaira pas et il ne recommencera jamais. De ce fait, on ne sait pas à quoi ressemble son avatar. 
Jérémie est amoureux d'Aelita depuis leur première rencontre. À partir de la saison 2, ils forment le couple le plus stable du collège (Ulrich et Yumi ayant une relation compliquée et Odd ne parvenant pas à avoir une relation durable). 
Jérémie a cependant des défauts. D'abord, il accepte difficilement d'avouer qu'il s'est trompé ou qu'il a été trompé. On le verra à la fin de l'épisode "Créature de rêve", où il fait ouvertement preuve de mauvaise foi. Il peut aussi se lancer à corps perdu dans une tâche, même si elle comporte des risques pour sa santé. Enfin, il éprouve de la jalousie pour son cousin, Patrick Belpois, bien plus sympathique que lui. Néanmoins, les évènements feront que les deux cousins se réconcilieront.

### Odd Della Robbia
- Sexe : garçon
- Âge de départ : 13 ans (14 à partir de la saison 3)
- Taille : 1,58 m (Saisons 1-2), 1,65 m (Saisons 3-4)
- Poids : 40 kg (Saisons 1-2), 46 kg (Saisons 3-4)
- Affiliation : Lyoko-guerrier, élève pensionnaire à Kadic, colocataire d'Ulrich, délégué de sa classe (depuis la saison 3)
- Famille : M. et Mme Della Robbia (parents), Louise, Marie, Élisabeth, Adèle et Pauline Della Robbia (sœurs)
- Avatar : Homme-chat violet (tiré de son jeu vidéo préféré: "Babylon Ninja Fighter 3")
- Attaques : Flèches laser (en réalité de simples fléchettes qu'il peut tirer grâce à ses poings)
- Défense : Bouclier
- Pouvoir : Prémonition (uniquement en saison 1), téléportation (saison 3, épisode 11 ou épisode 63)
- Véhicule : Overboard (planche volante)

Odd est un garçon rêveur, fantaisiste, espiègle, vantard et prenant toutes les situations avec humour, quoique ses blagues, considérées comme "foireuses", ne fassent pas toujours rire ses amis. Il est peu doué en classe (voire médiocre, dans Révélation en comparant leurs moyennes avec Ulrich, on apprend qu'il n'a que 11,80/20), excepté dans les matières artistiques, sportives et les langues ; selon ses professeurs il est très doué mais tire-au-flanc (plusieurs épisodes montrent qu'Odd peut se montrer vraiment intelligent en cours ou en informatique quand il y met du sien). Très gourmand, il est capable d'engloutir toute la cafétéria sans être rassasié, ce qui ne l'empêche pas de ne pas grossir d'un poil. Il est d'ailleurs susceptible à ce sujet, et ne supporte pas d'être traité de "maigrichon" (il se dit "svelte"). Il affectionne la couleur violette, qu'il porte incessamment sur ses habits et sur une mèche de cheveux à l'avant. Il est le propriétaire de Kiwi. Il ne cesse de plaisanter au sujet de Sissi pour la rabaisser, et c'est souvent lui qui cloue le bec à la chipie. En de nombreux points, il est l'antagoniste de son colocataire Ulrich, qui aura d'ailleurs du mal à l'accepter au départ, mais tous deux finiront par devenir presque inséparables (au point qu'Ulrich lance lui-même des blagues stupides lorsqu'Odd est absent). À noter qu'Odd peut être vu comme l'exact contraire de tous ses amis : par son côté homme d'action plutôt que de réflexion, il est l'antagoniste de Jérémie, par son côté irresponsable, celui de Yumi et par son côté égoïste, celui d'Aelita.
Odd est de taille moyenne, un peu plus petit qu'Ulrich, et plutôt maigrichon (bien qu'il ne veuille pas l'admettre). Ses cheveux blonds avec une mèche violette à l'avant, longs et plats dans "Le réveil de XANA", sont par la suite coiffés en pointe (voulant imiter ce qu'il appellera le "Lyoko-Style") grâce à un gel de fixation forte, et restent ainsi durant toute la série. Il a une voix très aigüe et espiègle, qui reflète bien son caractère. Il s'habille sans cesse en violet, avec un look fantaisiste qui s'oppose en tout point à la tenue sobre d'Ulrich.
Odd n'arrive pas à différencier Adèle et Pauline au téléphone (épisode 82, "Mémoire blanche"). Sa famille n'est évoquée que dans de rares épisodes et dans les livres. Dans la saison 4, on voit ses parents (dans l'épisode 91 "Mauvaises ondes"). Sur Terre, Aelita se fait passer pour sa cousine. Il habite apparemment loin de Kadic puisqu'il prend l'avion pour rentrer chez lui ("Mémoire blanche").

### Yumi Ishiyama
- Sexe : fille
- Âge de départ : 14 ans (15 à partir de la saison 4)
- Taille : 1,64 m (Saison 1-3), 1,72 m (Saison 4)
- Poids : 50 kg (Saison 1-3), 57 kg (Saison 4)
- Affiliation : Lyoko-guerrière, élève demi-pensionnaire à Kadic.
- Famille : Takeo Ishiyama (père), Akiko Ishiyama (mère), Hiroki Ishiyama (petit-frère)
- Avatar : Geisha (saisons 1 à 3), Ninja (saison 4).
- Armes : Deux éventails
- Défenses : Ses éventails peuvent la protéger des coups de laser ou des armes de corps à corps.
- Pouvoir : Télékinésie
- Véhicule : Overwing (un engin volant).

Jeune fille de 14 ans (puis 15 ans lors de la saison 4), elle est la plus âgée des protagonistes.
Yumi est née au Japon, sa famille ayant émigré en France lorsqu'elle était encore toute petite. Élevée dans le cadre des valeurs traditionnelles japonaises, elle montre à l'égard de ses parents un respect total, parfois même exagéré. Elle accorde beaucoup d'importance à ses origines, et envisage même plus tard de retourner vers ses racines.
C'est à la suite de sa rencontre avec Ulrich Stern, à l'occasion d'un cours d'arts martiaux, qu'elle devint une lyoko-guerrière. Après qu'elle a battu Ulrich en combat, ce dernier, vexé, s'arrangea pour la revoir et prendre sa revanche. Après un second combat, qui s'acheva par la victoire d'Ulrich et amena à un match nul, tous deux subirent une attaque de la part d'un monstre d'énergie envoyé par XANA. Devinant qu'Ulrich en savait plus qu'il ne le disait, Yumi refusa de le laisser partir s'il ne lui disait pas la vérité. Pressé et estimant que les facultés de Yumi au combat pourraient être utiles, Ulrich l'amena à l'usine, où elle accepta après une brève hésitation de les aider. Après la désactivation de la première tour, elle accepta de continuer en attendant que Jérémie trouve le moyen de matérialiser Aelita. Cette dernière est sa meilleure amie, elle la considère comme sa petite sœur.
Yumi arbore un look à l'image de sa personnalité. Toujours vêtue de noir, elle inspire au premier abord la froideur et la distance. Assez cassante, et d'un humour souvent sarcastique, elle peut sembler particulièrement dure et sèche. Mais cette apparence n'est là que pour mieux protéger son intérieur généreux et sensible, car derrière ce masque se cache un être bourré de chaleur et de qualités humaines telles que la gentillesse, la serviabilité, la délicatesse et la sincérité.
En effet, Yumi préfère observer et connaître les gens avant de s'ouvrir à eux, mais une fois sa confiance accordée, elle devient d'une fidélité à toute épreuve envers les gens qu'elle aime. Fine observatrice et psychologue, elle possède une certaine facilité pour comprendre les gens. Plutôt sportive (elle est aussi douée en arts martiaux qu'Ulrich, avec qui elle s'entraîne souvent), très dégourdie (il n'y a qu'à voir ses réflexes), 100 % naturelle, elle est l'antagoniste parfait de Sissi et semble à l'opposé de la plupart des adolescentes accompagnées de leurs meilleures amies pour préférer la compagnie des garçons. L'intransigeance demeure cependant son défaut le plus notable : elle change difficilement d'avis, et se montre parfois trop têtue.
Yumi est aussi une élève très appliquée, qui excelle particulièrement dans les matières littéraires. Considérée comme ayant un grand potentiel scolaire, elle a l'estime de ses professeurs. Elle est aussi la seule demi-pensionnaire du groupe, les autres étant tous internes (il est dit pendant toute la série que Yumi est externe, mais elle est en réalité demi-pensionnaire car elle prend son repas de midi au réfectoire du collège).
Socialement, ses rapports n'ont pas l'air de beaucoup la préoccuper ; sourde aux niaiseries de la cour du collège, elle semble ne prêter de réelle attention qu'à son groupe d'amis.
Certains l'admirent, d'autre la méprisent, elle n'en a rien à faire. Les regards des garçons sont relativement tournés vers elle, séduits par sa beauté naturelle et énigmatique (Ulrich, Johnny, Théo Gautier, William...). Elle, cependant, les repousse, en tournant toute tentative de leur part en dérision…
Les rapports de Yumi et Ulrich sont complexes. Ils ont une grande amitié qui reste parfois ambigüe. Mais agacée par la complexité de cette relation, elle affirme à Ulrich dans la saison 3 (Épisode 53 "Droit au cœur") qu'ils sont "copains, et puis c'est tout". Cependant, on ne sait pas si elle est elle-même convaincue : dans "Torpilles virtuelles", elle garde une photo d'Ulrich dans son journal intime.
Yumi meurt temporairement dans "Cruel dilemme" en tombant dans la mer numérique pour sauver Aelita. À la fin de l'épisode, cependant, les autres Lyoko-guerriers utilisent le programme de matérialisation pour la faire revenir à la vie. On remarque aussi qu'elle est le plus souvent isolée des autres sur Terre : elle n'est pas dans la même classe, est la seule du groupe à ne pas être interne ... Par conséquent, elle est une proie facile pour les attaques de XANA, qui ne se prive pas de cet avantage : un grand nombre des attaques du virus la visent spécialement (Teddygodzilla, Lyoko moins un...).
Yumi a eu, dans la saison 2, une relation d'amitié avec William qui a éveillé chez Ulrich une jalousie, mais elle a fini par se lasser des "plans de drague à 2 euro" de son camarade, et l'a rejeté dans "Le secret". Elle est également la seule à s'opposer à son entrée parmi les Lyoko-guerriers, mais y consent à la fin de "Surmenage". Enfin, elle est la dernière Lyoko-guerrière dévirtualisée par lui dans "Dernier round", et lui lance cette réplique avant de se rematérialiser: « Je savais bien que c'était pas une bonne idée de t'intégrer dans notre bande »...

### Ulrich Stern
- Sexe : Garçon
- Âge : 13 ans (14 à partir de la saison 3)
- Famille : Walter Stern (père). Sa mère figure aussi dans la série mais son prénom n’est pas mentionné.
- Taille : 1,63 m (Saisons 1-3), 1,70 m (Saison 4)
- Poids : 47 kg (Saison 1-3), 54 kg (Saison 4)
- Armes : 1 Katana (Saisons 1-3), 2 Katanas (Saison 4)
- Attaques : Coup de sabre. Il a aussi disposé d’ondes de chocs dans l'épisode 49 (Franz Hopper) et rafale laser (xanatifié dans l'épisode 62 Désincarnation). Il peut aussi lancer son sabre pour toucher un ennemi à distance, mais il doit se débrouiller sans pendant quelques instants.
- Défenses : Le katana peut encaisser des coups de laser limités ou d'autres armes de corps à corps.
- Pouvoirs : Le Super Sprint et le Triplicata, pouvoirs qu’il peut fusionner créant ainsi le Triangulaire (pouvoirs qu’il utilise très couramment durant les 3 premières saisons et très peu en saison 4)
- Véhicule : Overbike (Moto à une roue, avec propulseur arrière, pouvant voler)
- Avatar : Samouraï (saisons 1-3), ninja (saison 4)

Sur terre, Ulrich est un garçon de 13 ans (puis 14 à partir de la saison 3) de taille moyenne, aux cheveux bruns et qui s'habille généralement en vert. Il est issu d'une famille aisée et est fils unique. Il voit très peu ses parents, qui ne s'occupent de lui que pour sa scolarité, et lui font sans cesse pression pour qu'il se concentre sur ses études (dans Révélation, en comparant leurs moyennes avec Odd, on apprend qu'il n'a que 10,75/20) : son père, notamment, se montre impitoyable avec lui à ce sujet, et ne se préoccupe que de ses résultats scolaires (dans Dernier round, on apprend qu'il n'a pas parlé à son fils depuis 1 an), au point qu'Ulrich finira par se disputer avec lui.
Ulrich est interne à Kadic et partage sa chambre avec Odd, avec qui il s'entend généralement bien malgré les fantaisies de ce dernier (et le fait qu'Odd soit presque son antagoniste). Il n'est pas très bon élève, bien que, contrairement à Odd, il fasse des efforts (dans les deux premières saisons, il apparait plutôt comme un élève moyen, mais cela s'aggrave dans la saison 3, principalement à cause de XANA) et se montre souvent d'une grande intelligence. En revanche, il est un excellent joueur de football et un pratiquant doué au Penchak Silat. Il est mystérieux, presque timide. Il partage une relation vraiment ambiguë avec Yumi Ishiyama, entre l'amitié et l'amour.

### Aelita Stones
- Nom officiel : Aelita Schaeffer
- Alias : Maya (nom que lui a donné Jérémie avant qu'elle ne se souvienne de son prénom), Aelita Hopper, Aelita Stones (sous lequel elle est inscrite au collège Kadic)
- Taille : 1,57 m (Saisons 1-3), 1,64 m (saison 4)
- Poids : 45 kg (Saisons 1-3), 50 kg (Saison 4)
- Âge de départ : âge apparent : 13/14ans // âge réel : 22 ans (car elle est restée virtualisée sur Lyoko pendant 9 ans lorsque Franz Hopper a éteint le supercalculateur. Lorsque Jérémie a rallumé le supercalculateur, Aelita n’avait pas vieilli et est restée la même).
- Affiliation : Lyoko-guerrière, élève pensionnaire à Kadic (à partir de la saison 2)
- Famille : Franz Hopper (Waldo Schaeffer de son vrai nom) (père), Anthéa Hopper (mère)
- Avatar : Elfe (saisons 1-3), ange (saison 4)
- Pouvoirs : Pouvoir de création, champ de force (à partir de la saison 3), ailes lui permettant de voler (à partir de la saison 4).

Aelita est l’un des personnages principaux avec le plus de mystères tournant autour d’elle et de son passé. Dans la préquelle et dans la saison 1, on pense qu'elle est une intelligence artificielle au même titre que XANA, mais dotée de sentiments et d'une morale. Après sa matérialisation dans la saison 2, elle est victime de flash-back et de cauchemars, qui l'amènent à comprendre qu'elle était autrefois humaine, mais qu'elle a perdu la mémoire quand Franz Hopper, pour contrer XANA, a mis en sommeil le supercalculateur. Elle apprend en même temps qu'elle est la fille de Franz Hopper, numérisée avec lui sur Lyoko pour échapper à des agents du gouvernement lancés aux trousses du savant. Comme lui, elle a les clefs du monde virtuel et peut donc stopper les attaques de XANA en désactivant les tours, tout simplement en y entrant le code Lyoko. C'est pour cette raison que son ennemi cherchera à se débarrasser d'elle en priorité.
Durant la saison 1, les monstres de XANA tenteront de la tuer (n'étant pas encore matérialisée sur Terre à ce moment de la série, sa mort serait définitive). Dans la saison 2, XANA change de tactique et utilise la méduse pour lui voler sa mémoire et s'échapper du supercalculateur (ce sera chose faite dans le dernier épisode). Au cours de la saison 3, la méduse la capture à plusieurs reprises pour la xanatifier temporairement. Sous l'emprise du programme malveillant, elle entre alors le code XANA, qui a pour effet de détruire les uns après les autres les territoires de Lyoko et priver ainsi les Lyoko-guerriers de toute base pour contre-attaquer. Durant la saison 4, elle se donne pour mission, avec les autres, de détruire les supercalculateurs infectés par XANA. 
Physiquement, Aelita se caractérise surtout par ses cheveux roses (ce qui est sa couleur naturelle). Une fois incarnée sur terre, ses amis lui fabriquent une fausse identité et l'inscrivent au collège sous l'identité d'Aelita Stones, la cousine canadienne d'Odd. En cela, ils parviendront à duper facilement Jean-Pierre Delmas, qui n'aura que deux fois l'idée de faire des recherches plus poussées, mais, à chaque fois, un retour vers le passé lui effacera la mémoire. Sissi, en revanche, se doute de quelque chose, mais les évènements feront échouer toutes ses tentatives pour découvrir ou dévoiler la vérité. 
Aelita vit une histoire d'amour, d'abord virtuelle avant son incarnation, puis réelle avec Jérémie. Outre le fait qu'il ait été le premier à la rencontrer, elle partage avec lui le goût des sciences (ce qui lui vaut de bons résultats scolaires : dans Révélation, on apprend qu'elle a une moyenne de 18,5). Du fait qu'elle ne se souvient pas de sa vie d'avant, elle ne connaît pas les conventions, ce qui se traduit par une certaine franchise, voire par de la naïveté. Sissi se servira de son ignorance pour la bizuter dans Terre inconnue. Cependant, Aelita s'adaptera vite et, dans ce même épisode, trouvera le moyen de lui rendre la monnaie de sa pièce par une réplique que n'aurait pas reniée Odd.

### William Dunbar
- Nom : William Dunbar
- Âge de départ : 14 ans (saison 2), 15 ans (saisons 3 et 4)
- Taille : 1,66 m (Saison 2), 1,74 m (Saisons 3-4)
- Poids : 60 kg (Saison 2), 65 kg (Saisons 3-4)
- Famille : James Dunbar (père), sa mère figure aussi dans la série mais son nom n’est pas mentionné.
- Avatar : Guerrier futuriste
- Pouvoir(s) : Super charge avec son zanbato puis plus tard le SuperSmoke (issu de sa xanatification)
- Arme : Zanbatō numérique (épée très grande et très lourde)

William est un peu plus grand que Yumi. Il a les cheveux mi-longs et noirs-bleuté un peu ébouriffés. Il porte un T-shirt rouge à manches longues surmonté d'un T-shirt noir à manches courtes, un jean bleu, une ceinture noire et des bottines. Il est assez fin, mais reste musclé, au même titre qu'Ulrich. Sa voix, plus grave que celle des Lyoko-guerriers, fait plus adulte. Il a aussi mauvais caractère qu'Ulrich et a le même goût pour les combats, mais contrairement à celui-ci, il n'est absolument pas timide, et n'hésite pas à se déclarer à Yumi. S'il se comporte de façon puérile dans "Dernier round", il fait en revanche preuve d'une grande responsabilité dans "Contagion". Il est extrêmement courageux, parfois même trop, et très franc. S'il se dispute souvent avec Ulrich, il ne s'en montre pas moins honnête et loyal avec lui, allant jusqu'à lui donner des conseils (Marabounta). Il est beaucoup plus valorisé que Sissi, même si son comportement le rend souvent ridicule.
Une fois devenu le lieutenant de XANA, il semble avoir plus de personnalité que les autres personnes xanatifiées : Ainsi, il fait parfois preuve d'ironie ("Kiwi superstar") et parle plus souvent, bien que ses phrases se limitent surtout aux ordres qu'il donne aux monstres et au nom de son pouvoir "Supersmoke" (on remarque que ses rares paroles adressées aux Lyoko-guerriers sont souvent pour Aelita et Yumi). De plus, dans "Mauvaise réplique", il a une attitude étrange avec Yumi, lui caressant la joue puis l'entraînant de force dans la Mer numérique avec un ricanement diabolique, ceci est certainement dû aux sentiments qu'il éprouvait pour Yumi avant sa xanatifiation, ce qui laisse penser que sa vraie personnalité est encore en partie en lui. Comme tous les humains contrôlés par XANA, il a une voix synthétique et vibrante, mais peut à tout moment reprendre son ancienne voix pour duper ses ennemis (ce qu'il a déjà fait à deux reprises). Dans "Première partie", il a été à nouveau un peu ridiculisé en se faisant écraser par Yumi et en plantant son épée dans le tronc d'arbre qu'il n'a pu enlever qu'après quelques secondes, mais il est resté un adversaire sérieux et plus dangereux que les monstres. Cette part de ridicule est à nouveau éclipsée dans "Double foyer", où il fait preuve de ruse machiavélique en piégeant Aelita et écrase Yumi sans trop de difficulté, retournant même l'éventail de la japonaise contre elle. Dans l'épisode "Retour", il est libéré de l'emprise de XANA, mais les Lyoko-guerriers n'ont plus confiance en lui, en particulier Ulrich et Yumi, (Aelita est la seule à accueillir chaleureusement William) et ne l'appelleront pas pour le dernier combat.

## Autres élèves du Collège Kadic

### Milly Solovieff
De son vrai prénom, Amélia, Milly Solovieff est le premier personnage vu dans la série, et même si son rôle reste le plus souvent secondaire (le plus souvent, son intervention sert à annoncer un évènement important de la vie du collège en début d'épisode), elle reste, avec sa meilleure amie Tamiya Diop, l'un des personnages secondaires les plus vus.
Milly est de petite taille, avec des cheveux rouges séparés à l'arrière en couettes, une petite veste rose et une jupe de même couleur. Elle a un caractère assez enfantin et fouineur. Elle ne se soucie presque que des Échos de Kadic, et furète sans cesse partout avec Tamiya à la recherche d'un scoop. Elle partage avec celle-ci une grande complicité, qui sera un temps entamée dans "Dernier round" et "Renaissance".
- Nom : Amélia Solovieff, dite Milly
- Surnom : (par Sissi, et lorsqu'elle est avec Tamiya) les gnomes, les bébés, les couches culottes
- Âge de départ : 11 ans (elle commence la série en 6e)
- Famille : aucune information
- Affiliations : "Les Échos de Kadic", élève pensionnaire à Kadic, co-locatrice de Tamiya Diop

Milly tient, avec Tamiya, le journal du collège Les Échos de Kadic depuis le début de la série. C'est elle qui commande le journal et se charge de poser les questions lors des interviews. Elle a un faible pour Ulrich, qu'elle prend pour cavalier au bal dans "Teddygodzilla", et possède un ours en peluche dont XANA prend possession dans le même épisode. Elle déteste Sissi, qui la rabaisse constamment, et s'entend donc bien avec Odd, non seulement parce que celui-ci se moque souvent de Sissi, mais aussi parce qu'il apprécie beaucoup le journal (pour savoir qui sort avec qui), et parce que son caractère un peu enfantin se rapproche du sien et de celui de Tamiya.
Dans "Dernier round", elle et Tamiya décident d'accompagner Jérémie durant toute une journée pour écrire un article sur lui, l'empêchant un long moment de se rendre à l'usine. Au cours de cette journée, elle se dispute avec Tamiya au sujet de leurs rôles respectifs dans le journal, et Jérémie s'arrange pour leur fausser compagnie. La dispute ayant empiré dans "Renaissance", et "Les Échos de Kadic" menaçant de fermer, Sissi en profite pour s'auto-proclamer directrice du Journal. Milly et Tamiya, ne pouvant plus la supporter, finissent par démissionner, et se réconcilient par la même occasion. Depuis, elles semblent avoir repris le journal en main sans Sissi.
Hiroki a aussi un faible pour elle, mais rien ne prouve, jusqu'à présent, que cela est réciproque.
Dans "Œil pour œil", Milly et Tamiya, après avoir surpris une bribe de conversation des Lyoko-guerriers, obtiennent du clone de William qu'il leur apprenne l'existence de Lyoko. Elles se rendent à l'usine pour trouver des preuves, et assistent à une attaque du vrai William, où elles tenter d'aider comme elles peuvent. Le problème réglé, les Lyoko-guerriers leur accordent une interview, mais achèvent celle-ci en déclenchant un retour dans le passé qui efface la mémoire des journalistes.

### Tamiya Diop
Tamiya Diop une jeune fille à la peau mate, les cheveux noirs attachés en arrière et l'air jeune et fine. Elle porte un petit collier, un pantalon kaki et un T-shirt jaune à manches longues. Il y a moins à dire sur elle que pour Milly, avec qui elle a beaucoup de points communs.
- Nom : Tamiya Diop
- Surnom : (par Sissi, et lorsqu'elle est avec Milly) les gnomes, les bébés, les couches culottes
- Âge de départ : vers 11-12 ans (elle commence la série en 6e)
- Famille : aucune information
- Affiliations : Les Échos de Kadic, élève pensionnaire à Kadic, co-locatrice de Milly Solovieff

Tamiya tient avec sa meilleure amie Milly le journal du collège, Les Échos de Kadic, où elle joue le rôle de photographe/caméraman. Comme Milly, elle ne s'intéresse qu'à ce journal, a une attitude de tout jeune de son âge, déteste Sissi, et s'entend bien avec Odd. Elle révèle dans "Dernier round" qu'elle est lassée de faire uniquement la caméraman, et aimerait parfois poser des questions lors des interviews.

### Sissi Delmas
- Nom : Elisabeth Delmas, dite Sissi
- Âge de départ : 13 ans, 14 ans à partir de la saison 2, 15 ans dans les saisons 3 et 4
- Affiliations : élèves pensionnaires à Kadic, majorettes de l'équipe de foot de Kadic, chef du foyer à partir de la saison 4
- Anciennes affiliations : Lyoko-guerrière avant le retour dans le passé dans la préquelle, directrice des Échos de Kadic (épisode 66, Renaissance)
- Famille : Jean-Pierre Delmas (père), une cousine évoquée dans l'épisode 85 (La Belle de Kadic)

Elle est la caricature de la peste superficielle, narcissique (voire égocentrique), prétentieuse et méchante. Amoureuse d'Ulrich depuis la maternelle, elle est jalouse de Yumi, et fait tout pour se venger de la bande. Elle est toujours accompagnée de Nicolas et Hervé, deux élèves fans d'elle qui lui obéissent au doigt et à l'œil, et qu'elle traite avec dédain. Elle est la fille du principal de Kadic, Monsieur Jean-Pierre Delmas. Sissi est populaire et se croit plus jolie que les autres filles du collège Kadic. Elle a d’ailleurs remporté le concours de beauté du collège dans l’épisode 1.
On découvre dans Le réveil de XANA 1 qu'elle a découvert Lyoko en même temps qu'Odd et bien avant Yumi (mais après Ulrich et Jérémie), en suivant Ulrich au moment où celui-ci enlève Kiwi pour s'en servir comme cobaye pour tester les scanners. Elle refuse d'abord d'être virtualisée, Ulrich lui ayant présenté Lyoko comme « un univers virtuel remplis de bestioles qui rêvent de nous massacrer », mais, dans Le réveil de XANA 2, elle promet de garder le secret de l'usine et accepta d'aller sur Lyoko, à condition de d'abord aller à son entraînement de majorette. Mais, entretemps, XANA l'agresse au moyen d'un monstre d'énergie électrique, et elle est en conséquence emmenée à l'infirmerie, tandis que Yumi est virtualisée à sa place. Lorsque Sissi se réveille, elle oublie son serment dans la panique, et révèle le secret à M. Delmas et à Jim. Tous les trois se rendent jusqu'à l'usine. Ils arrivent au moment où la tour est désactivée, et Ulrich reproche à Sissi d'avoir divulgué le secret. Celle-ci, furieuse de voir que Yumi l'a devancé, prend le parti de son père et de Jim, qui est d'éteindre le Supercalculateur, ce qui lui vaut d'être qualifiée de « sale traîtresse » par Ulrich. Jérémie lance alors pour la première fois un retour dans le passé, qui efface sa propre mémoire et celles de Sissi, Jim et M. Delmas. Jérémie, vite remis au courant par ses amis, mais Sissi, qui a perdu la confiance de ses ex-amis, ne fut plus jamais intégrée parmi les Lyoko-guerriers. On suppose que c'est pour cette raison que ceux-ci n'ont jamais pu être en bonne entente avec elle longtemps, même si Ulrich semblait déjà ne pas l'aimer au départ.
Sissi, sous ses airs de peste, éprouve un grand manque affectif. Sous la façade dédaigneuse, se cache en réalité une fille éperdument amoureuse de l'indifférent Ulrich. Elle ne sait d'ailleurs pas comment faire pour attirer son attention, et Ulrich dit ne pas s'intéresser à elle. Dans l'épisode Mémoire morte, elle lui fait croire qu'elle est sa copine et lui demande s'il est heureux de sortir avec la plus belle fille de Kadic. Il répond alors qu'il trouve bizarre qu'ils sortent ensemble car elle n'est pas « son genre de fille ». 
Dans l'épisode Carnet de bord, Sissi vole le journal intime d'Ulrich, dans lequel il parle de Lyoko, pour lui faire du chantage afin qu'il sorte avec elle. En réponse, Yumi trouve celui de Sissi. Elle lit alors que Sissi n'a fait cela pour qu'Ulrich s'intéresse à elle et qu'elle est réellement amoureuse de lui. 
Dans l'épisode Frontière elle aide les héros à faire sortir Yumi du bureau de son père, mais en échange Ulrich devra sortir avec elle pendant deux semaines. À contrecœur, ce dernier accepte et en accompte de cette promesse, l'embrasse devant tout le monde. 
Dans Chaînon manquant, elle rend service en remplaçant Yumi sur la photo de classe en ne posant pas de questions et surtout, en ne demandant rien en échange (même si elle a eu les places de concert). 
Elle a beau être la plus grande « chipie » de Kadic, et se prendre pour le centre de monde, elle est parfaitement consciente que la bande des Lyoko-guerriers qu'elle convoite garde un secret et saisit chaque occasion pour lui (la bande) mettre des bâtons dans les roues, autant par curiosité que par jalousie. 
Et, dans l'épisode Ultimatum, elle aide les Lyoko-guerriers contre son propre père, xanatifié, ainsi que contre la police venue enquêter sur l'évènement. Une fois la tour désactivée, après qu'Ulrich ait dit à Sissi qu'elle allait tout oublier, celle-ci lui vole un baiser, puis Ulrich se montre plus sympathique avec elle. 
Dans Renaissance, Sissi profite d'une dispute entre Milly Solovieff et Tamiya Diop pour prendre la direction des Échos de Kadic, le journal du collège. Cela la rend encore plus gênante pour les Lyoko-guerriers. Cependant, elle perd son influence par la suite, lorsque Milly et Tamia démissionnent pour ne plus avoir à lui obéir (et se réconcilient par la même occasion). Depuis, Milly et Tamiya ont visiblement repris le journal sans elle.
Puis, dans Double foyer, elle joue un rôle ambigüe, puisqu'elle empêche Ulrich de se rendre à l'usine, mais l'aide aussi contre le clone polymorphe de William, faisant même preuve de courage en s'attaquant à la créature et étant même prête à se sacrifier pour permettre à Ulrich de se sauver (Heureusement, le retour vers le passé sauvera les deux). En remerciement (et pour éviter que ce ne soit de nouveau la réplique de William qui hérite de la place), les Lyoko-guerriers s'arrangent pour qu'elle soit nommée chef du foyer à la fin de l'épisode.
Dans La belle de Kadic, Sissi invite sa correspondante islandaise à Kadic, espérant ainsi attirer plus d'attention sur elle. Mais la correspondante, véritable canon, met tous les garçons du collège sous son charme et jette son dévolu sur Odd, qui commet la maladresse de lui révéler l'existence du Supercalculateur, dont elle dérègle involontairement les commandes. Cet évènement produit des tensions chez les Lyoko-guerriers. L'incident réparé, Sissi envoie sa correspondante chez sa cousine à la campagne (ce qui lui vaut d'être poursuivie par Odd...).
Dans Cousins ennemis, elle s'infiltre dans la chambre de Jérémie pendant l'absence de celui-ci, et découvre sur son ordinateur, avec la complicité d'Hervé et l'aide temporaire de Patrick (le cousin de Jérémie), plusieurs informations clandestines (discussions téléphoniques truquées avec le directeur, les faux papiers d'Aelita...), qu'elle tente d'utiliser pour les faire renvoyer. Patrick s'interpose, mais XANA intervient alors en xanatifiant Hervé et Sissi afin d'utiliser le premier pour saboter le Skid et la seconde pour éloigner Patrick. Jérémie revient ensuite, et porte aide à son cousin contre les deux xanatifiés. Après plusieurs péripéties, Aelita désactive la Tour activée par XANA et lance un retour dans le passé, qui remet tout dans l'ordre.
Dans Mauvaises ondes, le portable de Sissi est maladroitement cassé par le proviseur, ce qui permet à celle-ci d'échapper à la xanatification massive lancée par XANA à travers les portables. Ainsi, elle vient en aide à Odd lorsque celui-ci est pourchassé par tout Kadic, qui est sous le contrôle de XANA. La tour est désactivée au moment où les xanatifiés enragés allaient pousser Odd et Sissi dans le vide, et un retour dans le passé efface cet incident. Pour la remercier de son aide face à l'attaque de XANA, Odd ne se moque pas de Sissi dans son court-métrage du moment, et va même jusqu'à l'y valoriser.
Sissi redécouvre l'existence de Lyoko dans Souvenirs, peu après la mort de XANA. Elle raconte tout à son père, ce qui lui vaut d'être emmenée à l'infirmerie par celui-ci, qui la croit folle. Plus tard, après le dernier retour dans le passé lancé par Jérémie, elle se réconcilie enfin avec les Lyoko-Guerriers, qui, après avoir vaincu leur pire ennemi, sont enfin libérés, de surcroît, de leur ennemi secondaire.

### Hervé Pichon
Chevalier servant de Sissi, élève de quatrième interne. Boutonneux et chétif, Hervé est très doué en informatique et en électronique, et constitue le deuxième meilleur élève de sa classe, juste après Jérémie. Pour cette raison, il jalouse férocement celui-ci, et cherche toujours à le dépasser, en vain (excepté dans "Surmenage"). Il est amoureux de Sissi, qui ne lui accorde cependant aucun intérêt. Pour cette raison, il jalouse également Ulrich, qui retient toute l'attention de la peste, et est souvent tenté de le frapper, mais tantôt la peur le retient, tantôt il ne parvient qu'à se blesser lui-même. Il montre toutefois qu'il peut être utile dans l'épisode "L'âme des robots" où il aide Yumi à détruire l'androïde créé par XANA.
- Nom : Hervé Pichon
- Âge : 13 ans, 14 ans (à partir de la saison 3)
- Affiliation : Élève interne au Collège Kadic
- Famille : aucune information

### Nicolas Poliakoff
Autre chevalier servant de Sissi, élève de quatrième interne. À l'inverse d'Hervé, Nicolas est plutôt costaud, mais il est vraiment idiot et très mauvais élève. Il n'est pas très méchant, même s'il obéit aveuglément à Sissi, et se montre particulièrement mou. Son rire, selon Odd, est si idiot qu'il n'a pas d'équivalent sur Terre (épisode 35, "Les jeux sont faits"). Hervé et lui forment un duo pitoyable, qui colle sans cesse Sissi et l'assiste dans ses sales coups. Dans la saison 4, Nicolas s'avère adorer la pêche au brochet, à laquelle il essaye souvent d'inviter des filles en leur proposant de vivre une expérience troublante et merveilleuse au clair de lune. Nicolas sert en outre de tête de turc à Sissi et Hervé, de même qu'il rit parfois bêtement des malheurs de ce dernier.

Dans l'épisode 2, "Le voir pour le croire", il s'intéresse au groupe de rock que cherche à fonder Odd, dans lequel il manque un batteur. Celui-ci refuse de lui offrir la place, estimant qu'il ne peut être doué, mais le proviseur ayant demandé à Odd d'ouvrir son groupe à tous, Sissi parvient à l'obliger à lui faire passer le test. À la surprise générale, il se révèle être un excellent batteur.
- Nom : Nicolas Poliakoff
- Âge : 13 ans, 14 ans (à partir de la saison 3)
- Affiliation : Élève interne au Collège Kadic
- Famille : aucune information

### Hiroki Ishiyama
- Nom : Hiroki Ishiyama
- Âge de départ : 11 ans (saison 2), 12 ans (saisons 3 et 4)
- Affiliation : élève externe au collège Kadic à partir de la saison 3
- Famille : Yumi Ishiyama (grande sœur), Takeo Ishiyama (père), Akiko Ishiyama (mère).

Hiroki Ishiyama est le petit frère de Yumi. Il passe la grande majorité de son temps à la narguer, généralement au sujet de sa relation avec Ulrich (il dit souvent qu'elle devrait sortir avec lui), et n'hésite pas à lui mettre des bâtons dans les roues sans raisons apparentes. Yumi est évidemment exaspérée par cette attitude, d'autant plus que cela aura des conséquences dramatiques dans l'épisode 65, "Dernier round". Ami avec Johnny, Hiroki est plutôt désobéissant et immature, joue beaucoup aux jeux vidéo et apporte plus de complications qu'autre chose.
Dans la saison 4, toutefois, ce personnage connaît une grosse évolution, puisqu'il joue un rôle beaucoup plus important, et se trouve parfois mêlé aux attaques de XANA. On en apprend en outre un peu plus sur lui, comme le fait qu'il est très habile de ses mains, pour crocheter les serrures par exemple. Yumi révèle aussi qu'elle a appris le morse avec lui pour pouvoir discuter à l'insu de leurs parents, preuve tout de même d'une certaine complicité.
Hiroki se révèle utile dans l'épisode 70, "Skibladnir" où, en utilisant Kiwi, il aide Aelita et Jérémie à échapper à la surveillance de Jim, sauvant ainsi le vaisseau virtuel des Lyoko-guerriers des griffes de William, puis dans l'épisode 75, "Corps céleste" où, avec Johnny, il aide Yumi à ouvrir une porte menant au sommet du bâtiment des sciences de Kadic afin de contrer une attaque de XANA.
Dans "Torpilles virtuelles", il se révèle avoir un faible pour Milly Solovieff.

### Johnny Cleary
- Nom : Johnny Cleary
- Âge de départ : 12 ans (saison 3), 13 ans (saison 4)
- Affiliation : élève externe au collège Kadic à partir de la saison 3
- Famille : aucune connue

Johnny est le meilleur ami d'Hiroki depuis leur arrivée au collège. Il l'accompagne presque toujours. Il est secrètement amoureux de Yumi, ce qu'Ulrich voyait d'un mauvais œil (épisode 58, "Le prétendant"), et tente désespérément d'attirer l'attention de la Lyoko-Guerrière, qui, si elle ne le déteste pas, ne lui prête pas beaucoup d'attention. Son rôle est finalement plutôt positif dans la saison 4 car il incite parfois Hiroki à aider Yumi, dans l'espoir (généralement vain) que celle-ci s'intéresse à lui. Mais celle-ci n'éprouve aucun sentiment pour lui, même si celle-ci leur a fait un bisou chacun pour les remercier de l'avoir aidée à raccorder l'ordinateur de Jérémie à l'antenne du bâtiment des Sciences pour dévier la météorite fonçant sur l'usine et le collège, dans l'épisode 75, Corps Céleste. Néanmoins, Yumi n'éprouve pas pour autant des sentiments pour Johnny, mais elle peut en éprouver pour Hiroki, cependant fraternels, car il est son frère (épisodes 75 et 77, Corps Céleste et Torpilles Virtuelles).

### Taelia
Elle n'apparaît que dans l'épisode 10, "Créature de Rêve", où elle entre à Kadic. C'est une orpheline qui ressemble à Aelita trait pour trait, et de plus son nom évoque celui d'Aelita (le script de la version française précise qu'elle s'appelait Talia, anagramme imparfait d'Aelita, mais dans la version anglaise le nom était clairement prononcé "Taelia", anagramme parfait), au point que Jérémie se persuade qu'il a réussi à la matérialiser et qu'elle était en chair et en os devant lui pendant un temps. Par conséquent, croyant qu'elle était devenue amnésique, il lui révèle l'existence du Supercalculateur. Croyant avoir affaire à des fous, elle s'empresse d'avertir les autorités, mais le retour dans le passé lui fait tout oublier, à l'instar des policiers qu'elle a avertis.
Toutefois, on peut noter que Taelia ne ressemblait à Aelita qu'à cause de la forme virtuelle : lorsqu'elle est enfin matérialisée, on remarque certaines différences qui permettent de mieux les distinguer.

### Théo Gautier
On le rencontre dans l'épisode 16, "Claustrophobie", nouveau venu à Kadic. Il se montre très doué au foot. À peine arrivé, il tombe tout de suite amoureux de Sissi. Il gagne très vite son attention en remportant un match de foot pour elle. Mais c'est surtout qu'Hervé devient jaloux. Il fera tout pour que Théo soit exclu du collège. Plus tard, il se retrouve bloqué dans le réfectoire par XANA avec Ulrich, Odd, Sissi, Hervé, Nicolas et d'autres élèves. Lors de cette attaque, il fait preuve de courage, de sang-froid et de compréhension. Après un retour vers le passé, il se désintéresse de Sissi, devient plus proche d'Odd et Ulrich puis s'intéresse à Yumi. Dans les épisodes suivants, Théo ne fera plus que des apparitions secondaires, voire figurantes.

### Samantha Knight
Samantha Knight, dite "Sam", bien que peu présente dans la série (elle n'apparaît que dans 2 épisodes de Code Lyoko, puis 4 dans Code Lyoko Evolution), elle suscite l'intérêt de nombreux fans, pour la simple raison qu'elle semble avoir réellement séduit le seul Lyoko-guerrier à ne pas former un couple avec un autre membre du groupe à savoir Odd Della Robbia.
- Nom : Samantha Knight, dite Sam
- Surnom : Sam
- Âge de départ : 14 ans
- Famille : inconnue à ce jour, on suppose seulement qu'elle est issue d'un milieu défavorisé
- Affiliation : élève au Collège Matheson dans la saison 1, même si elle a probablement changé de collège. Elle n'est apparue que dans deux épisodes : 23, "36e Dessous" et 65, "Dernier Round".

Sam est issue du collège Matheson, voisin de celui de Kadic, où se trouvent les Lyoko-Guerriers. Elle apparaît dans l'épisode 23, "36e Dessous", où Odd est totalement sous son charme, et l'invite à Kadic en cachette. Il l'embrasse la jeune fille tout de suite après. Malheureusement, elle tente de voler un ordinateur, causant ainsi de graves ennuis à Odd (ce dont elle se sentira coupable ensuite, d'autant plus qu'Odd et Ulrich lui ont sauvé la vie pendant l'attaque de XANA). Le retour dans le passé ayant réglé le problème, Odd aide Sam à obtenir ce dont elle a besoin sans voler, grâce à l'aide de Jérémie. Par la suite, Sam disparaît de la série, et est absente durant toute la saison 2 (ou Odd se comporte comme un véritable coureur de jupons) et l'essentiel de la saison 3, sans raison connue.
Ce n'est que dans l'épisode 65, "Dernier Round". qu'elle refait son apparition, et que la raison de son absence est révélée : sa famille a déménagé à l'autre bout du pays. Elle revient pour une journée à Kadic à l'occasion d'un concours de Skateboard, auquel Odd participe également. Cette fois cependant, l'attirance d'Odd pour elle semble réciproque, ce qui n'est pas sans susciter les taquineries d'Ulrich. Celui-ci la chargera de transmettre un message à Odd pour qu'il se rende à l'usine, ce qu'elle ne fera pas sous prétexte de passer plus de temps avec son amoureux. Cet acte fait partie des évènements qui entraîneront la xanatification de William et la destruction de Lyoko.
Sam est une jeune fille Noire, elle a deux mèches rouges à l'avant de ses cheveux, une silhouette fine et une coiffure toujours impeccable. Comme Odd, elle a une tenue assez étrange, constituée d'un T-shirt gris/noir, d'un pantalon noir surmonté d'une minijupe rouge et d'un collier et de chaussures noires. Elle possède beaucoup de points communs avec Odd: incapable de ranger sa chambre, coquette, stylée, aimant la musique branchée... Odd la décrit dans "Dernier round" comme étant "hyper cool, hyper sympa et hyper drôle".
Néanmoins, elle a aussi des défauts, à commencer par son égoïsme. Ainsi, elle n'a aucun scrupule à voler un ordinateur dans un collège pour ses besoins personnels, ou encore à ne pas transmettre un message important simplement parce qu'elle veut rester avec Odd. Ce dernier défaut fait qu'elle apporte plus d'ennuis à Odd qu'autre chose.

### Patrick Belpois
Le cousin de Jérémie, qui fait une brève apparition dans la saison 4, où il est temporairement inscrit à Kadic (épisode 88, "Cousins ennemis"). À l'inverse de Jérémie, Patrick est très sociable. Il pratique l'Aikido et joue aux mêmes jeux vidéo qu'Odd. Ainsi, il apparaît tout de suite très sympathique aux Lyoko-Guerriers, excepté Jérémie, qui le déteste car il considère que son cousin lui fait de l'ombre et lui vole ses amis. Mais, finalement, après que les deux cousins se sont entraidés contre Sissi et Hervé xanatifiés, et que le retour dans le passé a changé les choses, Jérémie se réconcilie avec son cousin et l'accueille chaleureusement. À son regret, les parents de Patrick reviennent sur leur décision de l'inscrire à Kadic. Par conséquent il quitte le collège, néanmoins heureux d'être enfin en bonne entente avec Jérémie.

### Autres collégiens
Plusieurs autres élèves sont présents dans la quasi-totalité des épisodes, comme Julien, qui est myope et qui a une mauvaise mémoire. Judith, habillée en noir et qui a les cheveux roux, apparaît aussi souvent que lui, avec une dizaine d'autres élèves comme Sandra, Claire, ou Magali (les deux dernières sont sorties avec Odd, telle est sa réputation de coureur de jupons). Les collégiens sont bien souvent victimes des machinations de XANA.

## Professeurs et personnel administratif

### Jim Moralès
Jim Moralès est le surveillant général et professeur d'EPS du collège Kadic.
- Nom : Jim Moralès
- Surnoms : GI-Jim, Paco le roi du Disco
- Âge : inconnu, probablement entre 30 et 40 ans
- Affiliation : collège Kadic (surveillant et professeur de sport)
- Anciennes affiliations (selon lui) : services secrets, basketteur de haut niveau, égoutier, employé d'un hôpital psychiatrique, garde forestier, cobaye pour l'exploration spatiale, champion de skate...
- Famille : Chris (neveu, membre du groupe "Les Subdigitals")

Sévère et fidèle au règlement de Kadic, c'est un personnage essentiellement là pour faire rire, qui tente de se montrer sérieux, mais se rend surtout ridicule. Corpulent (on apprend qu'il pèse 102 kilos, d'après la réplique de William dans la saison 4), mal rasé et maladroit, il est grotesque jusque dans son physique. Il se comporte comme un militaire, et prétend plusieurs fois avoir vécu des événements particuliers (aurait été sergent à l'armée, espion, cobaye pour l'exploration spatiale, égoutier, employé dans un hôpital psychiatrique, garde forestier, champion de skate...) mais « préfère ne pas en parler ». On ignore à ce jour si ces affirmations sont vraies, mais on sait au moins qu'il a bien été chanteur de disco. Il n'est pas très apprécié par les élèves, qui le trouvent trop strict. Il a parfaitement remarqué que Ulrich, Yumi, Odd, Jérémie et Aelita avaient un secret et les espionne parfois de façon gênante, mais est plusieurs fois arrêté par Jean-Pierre Delmas, qui le prend pour un paranoïaque. Il est souvent victime des attaques de XANA, ce qui n'arrange pas non plus toujours les choses. Il considère la discipline qu'il enseigne comme la plus noble de toutes, et, pour cette raison, il n'apprécie habituellement pas Jérémie, qui est lamentable en sport. En outre, il accumule les erreurs de langage tels que les lapsus ou les pléonasmes, à la manière de Dupond et Dupont dans Tintin.
Dans l'épisode 25, "Code Terre", il manque de faire échouer la matérialisation d'Aelita en blessant accidentellement Jérémie (ce qui lui vaut d'être renvoyé de Kadic par M. Delmas). Jérémie lui révèle alors l'existence de Lyoko, il aide finalement à cette matérialisation, et c'est en partie grâce à lui qu'Aelita apparaît sur Terre. Alors qu'il tente courageusement de repousser des Kankrelats matérialisés sur Terre dans l'épisode suivant, "Faux départ", un retour dans le passé est lancé, effaçant sa mémoire et lui redonnant son poste de surveillant. Les Lyoko-guerriers gardent en mémoire son aide et son courage et éprouvent par la suite une certaine affection pour lui. Jim redécouvre plusieurs fois l'usine, mais sa mémoire est toujours effacée par le retour dans le passé. Les Lyoko-Guerriers n'ont  pas songé par la suite à le remettre au courant pour de bon.
Dans l'épisode 53, "Droit au cœur", lors de la rentrée, Jim insiste pour que les Lyoko-Guerriers soient séparés, et obtient de faire placer Odd dans une autre classe que celle d'Ulrich, Jérémie et Aelita. Alors qu'il vient s'en plaindre au surveillant, Odd découvre par hasard un clip de Jim, "Paco le roi du Disco", révélant que Jim a été chanteur-danseur de disco mais qu'il préfère - à juste titre - ne pas en parler... Voyant là une occasion rêvée, le Lyoko-Guerrier fait une copie du clip sur DVD et tente de faire chanter (dans le sens de chantage) Jim, menaçant de montrer le DVD au cinéclub de l'école. Il rend finalement le disque à Jim à la fin de l'épisode, considérant que finalement, le chantage « n'est pas son truc ». Touché par le geste, Jim s'arrange pour qu'Odd réintègre la classe de ses amis. Contre toute attente, cet évènement prend de l'importance par la suite : dans l'épisode 66, "Renaissance", Sissi, devenue directrice des Échos de Kadic, découvre à son tour le clip et en révèle l'existence dans le journal du collège. Furieux, Jim croit Odd coupable et se venge sur lui en le forçant à danser sur la musique du clip avec ses habits de disco. Finalement, le clip s'avère être un succès et Jim, devenu la star du collège avec une foule d'admirateurs, oublie sa rancune envers Odd, qui est libéré de sa punition.
Jim joue différents rôles dans la série et en dehors de faire rire, il est capable aussi bien d'être un allié précieux qu'un gêneur dont on se passerait bien : dans l'épisode 61, "Sabotage", il retient les Lyoko-Guerriers à Kadic pendant que le Supercalculateur est au bord de la destruction, et dans l'épisode 70, "Skidbladnir", il retient Jérémie et Aelita en retenue et leur ôte tout moyen de communication (portables, ordinateurs...) alors que William attaque le vaisseau virtuel en construction...
Dans l'épisode 74, "Je préfère ne pas en parler", les Lyoko-Guerriers, à la recherche d'un entraîneur, demandent à Jim de prendre ce rôle en main. Celui-ci accepte mais se révèle monstrueusement dur, les forçant à faire des exercices épuisants et finalement peu fructueux. Au cours de ce véritable stage commando, XANA lance une attaque avec un sanglier, ce à quoi Jim est encore une fois mêlé. Jérémie reste pour protéger le surveillant, et fait preuve d'un courage et d'une intelligence qui l'impressionnent. Le professeur admet dans cet épisode que Jérémie « a du cran ». Fier de ce compliment, Jérémie ne lancera pas de retour dans le passé dans cet épisode pour lui effacer la mémoire, et acceptera même de participer à un nouveau stage commando de Jim.
Ironiquement, le stage organisé par Jim s’avérera finalement fructueux puisque, dans l'épisode 90, "Médusée", les Lyoko-Guerriers se serviront contre lui de ce qu'il leur a appris.

### Jean-Pierre Delmas
Jean-Pierre Delmas est le proviseur du collège Kadic.
- Nom : Jean-Pierre Delmas
- Âge : entre 50 et 60 ans
- Affiliations : proviseur du collège-lycée Kadic
- Famille connue : Elisabeth Delmas/Sissi (fille)

M. Delmas est, en de nombreux points, l'antagoniste de Jim : plus proche des élèves, moins colérique, plus patient et fin psychologue. Il est généralement sérieux et fait suivre à la lettre le règlement du collège, mais beaucoup d'élèves le trouvent plus sympathique que le professeur de sport. Son point faible est sa fille Sissi, avec qui il se montre souvent trop indulgent, et ce dont celle-ci profite abondamment. Malgré cela, il n'est pas trop injuste, et les autres élèves n'en souffrent pas trop (Sissi a notamment du mal à convaincre son père des activités secrètes des Lyoko-guerriers). Niveau humour, M. Delmas forme souvent un duo comique avec Jim, les deux personnages contrastant bien entre eux. Il arrive aussi au proviseur de jouer à des jeux vidéo dans son bureau (dans l'épisode "Mauvaise réplique", entre autres), ou même de faire la fête (épisode Planète bleue)... Il lui arrive aussi d'être xanatifié (épisodes Ultimatum, puis Médusée).
L'aspect physique de Jean-Pierre Delmas semble nettement inspiré de celui de Hayao Miyazaki, ce qui semble être un autre hommage à ce dernier.
Lorsqu'il reproche à un élève son mauvais comportement, il dit de façon récurrente que sa conduite est "tout bonnement inqualifiable".

### Suzanne Hertz
- Nom : Suzanne Hertz
- Âge : inconnu, probablement entre 50 et 60 ans
- Affiliation : Professeur de sciences physique et de chimie au collège Kadic
- Professeur principal de 3e (à partir de la saison 3)
- Famille/Proches : Pedro (Ami proche de Mme Hertz, mentionné dans quelques épisodes mais jamais apparu dans la série).

Professeur à Kadic, elle enseigne les sciences et la physique et sert de professeur principal à la classe d'Odd, Ulrich, Jérémie et Aelita. Suzanne Hertz est une professeur stricte, sans humour, ennuyeuse et sérieuse (peut-être trop) qui accorde avant tout de l'importance aux notes des élèves pour les estimer. Ainsi, elle apprécie particulièrement Jérémie, alors qu'elle se montre moins aimable avec Sissi, Ulrich et Odd. Elle ne rit pratiquement jamais (ce qui prouve qu'elle n'est pas drôle), excepté dans l'épisode 15, "Crise de rire", où elle inhale un gaz hilarant, ce qui provoque la surprise des élèves.
La saison 3 révèle qu'elle a un faible pour un certain Pedro, et souhaite apprendre le tango argentin à l’aide de Jim pour le séduire.
La série de romans apprend que Suzanne Hertz est arrivée au collège Kadic en tant que remplaçante de Franz Hopper après la disparition de ce dernier ayant fui sur Lyoko.

### Autres membres du personnel
- Yolande Perraudin : infirmière
- Gilles Fumet : professeur d'histoire-géographie
- Gustave Chardin : professeur d'arts plastiques et de théâtre
- Rosa Petitjean : cantinière
- Nicole Weber : secrétaire du proviseur
- Brigitte Meyer : professeur de mathématiques
- Rachel Kensington : professeur d'anglais
- M. Mirti : professeur de musique
- M. Caggiat : professeur d'italien
- Michel Rouiller : gardien et jardinier
- Hans Klotz : psychologue scolaire

## Autres

### XANA
Aussi noté Xana ou X.A.N.A., il est une intelligence artificielle dans la série d'animation française 2D/3D Code Lyoko. Son nom provient du manoir de Xanadu dans Citizen Kane. Il est l'ennemi des Lyoko-guerriers et l’antagoniste de la série, mais aussi un personnage-clef de la série : c'est lui qui la démarre, et son évolution à chaque saison entraîne incessamment un changement total sur l'intrigue de la série.
À la différence de la plupart des antagonistes de fiction, XANA n'apparaît jamais en personne, n'ayant pas de corps ni même d'apparence, virtuelle ou non. En fait, cela a tendance à laisser des doutes sur sa nature : pendant toute la saison 1, il n'y a eu aucune précision claire de ce qu'était XANA, si bien que de multiples hypothèses ont été dressées par les fans. On a, entre autres, supposé qu'il s'agissait d'un virus ayant infecté Lyoko ; ou encore, le Supercalculateur lui-même. Une confusion s'est même produite quant à savoir s'il fallait dire « il » ou « elle ». Il a fallu attendre environ la fin de la saison 2 pour enfin avoir une description claire : XANA est en réalité un programme multi-agents pour contrer un projet militaire qui a développé une conscience, et est ainsi devenu autonome échappant donc au contrôle de Franz Hopper son créateur. 
En quelques rares occasions, il a semblé que XANA s'était manifesté en personne : dans l'épisode 24 Canal fantôme de la saison 1, le faux Jérémie est montré agissant en chef au sein du monde virtuel (il ordonne au faux Jim de s'attaquer au vrai Jérémie), et démontre une personnalité propre, suggérant qu'il pourrait être l'incarnation de l'IA. De même, les Lyoko-guerriers s'adressent fréquemment aux clones polymorphes et humains xanatifiés comme à XANA, suggérant que ce dernier se manifeste à travers ceux qu'il possède.

Cependant, mises à part ces hypothèses, on ne connaît de XANA que ses spectres lançant les attaques sur Terre, ses monstres sur Lyoko et un mystérieux symbole, l'"Œil de XANA", qui possède plusieurs fonctions. Ce symbole se constitue d'un point entouré de deux cercles concentriques. Le cercle extérieur possède un trait vertical en haut et trois plus petits traits, disposés en éventail, en bas. Il s'affiche presque à chaque fois que XANA lance une attaque, et peut être aperçu dans les yeux des clones et des créatures "xanatifiées". Il est également présent sur les plates-formes des tours, la clé de Carthage, diverses parties du Supercalculateur et sur les monstres, marquant généralement leurs points faibles.
XANA étant une intelligence virtuelle est un fin stratège, comme montré dans les différentes saisons, surtout dans la saison 4 (la création de centaines de réplikas pour être plus puissant et la création d'une armée de robots en Sibérie et les araignées cybernétiques en Amazonie). Néanmoins, il commet quelques erreurs dans les saisons notamment dans l'épisode 30 Un Grand Jour de la Saison 2, il s'empare du Programme du retour vers le Passé mais cependant sauve les Lyoko Guerriers de Sissi qui était sur le point d'exposer leur secret à son père (on ignore si les Lyoko Guerriers auraient pu contrer Sissi comme le retour vers le Passé se déclenche à ce moment, la première fois). Cela marque le début de la chute de XANA qui se produit dans l'épisode 94 Contre Attaque de la Saison 4.

### Kiwi
Kiwi est un chien d'espèce inconnue (vraisemblablement un bull-terrier). Il a le pelage beige à poils courts, une tête très grosse par rapport à son corps et une allure de taupe. Il se rapproche des fox-terriers, des bull-terriers et des whippets. Il porte un collier rouge sans ornement. Sa ressemblance avec le chien anonyme de Family dog, un dessin animé assez loufoque produit par Steven Spielberg et Tim Burton en 1993, est assez troublante. Peut-être est-ce là un hommage caché ?
Kiwi est le chien d'Odd, que celui-ci a amené clandestinement à Kadic et cache dans sa chambre avec la complicité d'Ulrich. Tous les élèves de l'école, ainsi que les parents d'Odd et de Yumi sont au courant de son existence, mais ont promis de garder le secret, y compris Sissi (bien qu'elle le trahisse à deux reprises) ; Jim sait également qu'un chien se cache dans Kadic et s'acharne à le chercher, mais ne le trouve jamais, ou bien l'oublie à la suite des retours dans le passé. Il est très têtu et, selon Jérémie, « n'a rien dans le crâne », même si, malgré tout, Kiwi a prouvé à plusieurs reprises qu'il était très intelligent. Odd l'aime beaucoup, au point de parfois en devenir gaga. D'ailleurs, il possède un logo de Kiwi sur sa tenue virtuelle. En outre, Jérémie a fabriqué un robot-chien sur le modèle de Kiwi, nommé Kiwi 2, et que l'on a pu voir dans deux épisodes : L'âme des robots et Kiwi superstar (où il a rechargé Odd en flèches laser).
C'est un peu grâce à Kiwi qu'Odd est devenu un Lyoko-guerrier: en effet, dans Le réveil de XANA 1re partie, Ulrich avait enlevé le chien afin de l'utiliser, avec Jérémie, comme cobaye pour tester les scanners, et c'est en essayant de libérer son animal qu'Odd fut virtualisé à sa place par mégarde. Par la suite, Kiwi n'a le plus souvent joué que des rôles mineurs, utiles (Satellite, Nouvelle donne, D'un cheveu, Skidbladnir, Kiwi superstar) ou gênants (Exploration, Le lac), voire dangereux (Contagion).
Dans la saison 4, Kiwi a joué un rôle important dans deux épisodes :
- Dans l'épisode 80 Kiwodd, Odd tente, malgré l'interdiction de Jérémie, de virtualiser Kiwi en l'emmenant en cachette avec lui dans le scanner. Malheureusement pour lui, la tentative tourne mal et Kiwi et Odd sont accidentellement fusionnés : Odd se voit pousser une queue de chien et se comporte comme un chien. L'incident sera fort heureusement réparé.
- Dans l'épisode 86 Kiwi superstar, le chien de Odd commet tant de bêtises que les Lyoko-guerriers, lassés, le punissent en le plaçant pour un temps au labo. Mais XANA crée une armée de Kiwi-robots, clones de Kiwi 2, et les lance à l'assaut de Kadic. Au cours du combat contre William qui suit, Odd se retrouve à court de flèches-laser et Jérémie, attaqué par les robots, ne peut rien faire. Contre toute attente, Kiwi monte alors sur le clavier et recharge Odd en flèches laser en mettant les pattes sur le clavier. Après la désactivation de la tour, Kiwi est récompensé, bien que tout laisse entendre que l'animal n'a sauvé son maître que par hasard, en ayant à nouveau le droit de rester à Kadic.

### Anthéa Hopper
Anthéa Hopper est l'épouse de Franz Hopper. Il a été précisé par les scénaristes que le prénom qu'on prévoyait au départ de lui donner était Ael, mais que ce nom a plutôt été modifié pour être donné à sa fille : Aelita.
- Nom : Anthéa Hopper
- Âge : inconnu, probablement entre 30 et 40 ans avant sa disparition.
- Statut : disparue
- Affiliation : aucune connue
- Famille : Franz Hopper (époux), Aelita Hopper (fille).

Anthéa était la mère d'Aelita, et c'est d'elle que la Lyoko-guerrière tient sa couleur de cheveux rose. Elle est particulièrement peu présente dans la série, son apparition s'étant limitée à quelques flashbacks d'Aelita. Sa disparition est montrée de manière plus ou moins implicite dans l'épisode Réminiscence et plus explicite dans Mémoire blanche. En effet, dans Réminiscence on la voit seulement disparaître subitement ; cependant, dans l'épisode 82 (Mémoire Blanche), on a beaucoup plus de détails sur cet évènement.
Il semble qu'elle ait disparu à cause des hommes en noir (les ennemis de Franz Hopper), enlevée par ces derniers. Dans la scène, Franz Hopper, Anthéa et Aelita sont dans leur chalet à la montagne. Aelita s'amuse dans la neige lorsqu'elle aperçoit devant elle un loup (ou un chien). Elle se retourne tout en appelant ses parents et aperçoit des hommes vêtus de noir. Tout se bouscule l'instant d'après : on voit Anthéa crier le nom de sa fille pendant que cette dernière court vers sa mère, qui est malheureusement déjà emmenée dans une voiture qui démarre en trombe. Aelita, en pleurs, court après le véhicule mais celui-ci la distance bien rapidement. Anthéa, impuissante face à ce spectacle et les larmes aux yeux, voit pour la dernière fois sa fille Aelita.
Les scénaristes ont précisé qu'il existait un lien étroit entre Anthéa Hopper, le Projet Carthage et le symbole de XANA.

### Les Hommes en Noir
Code Lyoko est marquée par l'apparition d'hommes en noir, dont on sait peu de choses. Ils sont d'abord présents dans la saison 2, dans les flashbacks d'Aelita. Puis leur origine est en partie révélée dans Réminiscence : il s'agissait d'agents d'une cellule secrète, qui étaient chargés de retrouver Franz Hopper (Waldo Schaeffer de son vrai nom) après qu'il a quitté le Projet Carthage. On leur attribue l'enlèvement d'Anthéa Hopper. Ils ne sont jamais apparus ailleurs que dans des flashbacks d'Aelita, mais celle-ci semble les craindre sérieusement, ce dont XANA saura se servir dans Leçon de choses en envoyant un clone polymorphe à l'effigie de l'un d'entre eux. On peut aussi noter l'apparition brève de deux hommes en noir dans l'épisode Fausse piste, mais les scénaristes ont précisé qu'il s'agissait d'agents d'une tout autre cellule.

### Franz Hopper (Waldo Franz Schaeffer)
Franz Hopper, de son vrai nom Waldo Franz Schaeffer, est le père biologique d'Aelita, la gardienne de Lyoko. Il a créé XANA dans le but de contrer un autre programme informatique du nom de Carthage, auquel il avait participé avant de découvrir qu'il s'agissait d'un projet militaire. C'est lui également qui a créé Lyoko, afin d'avoir un refuge pour échapper aux hommes en noir qui le recherchaient, probablement à cause de ses travaux clandestins contre le projet Carthage.
Il se virtualisa avec sa fille sur Lyoko en voulant échapper aux hommes en noir et en pensant pouvoir y mener une vie paisible. Malheureusement, pour une raison inconnue XANA échappa à son contrôle et l'emprisonna quelque part dans Lyoko, le savant ayant juste le temps de désactiver le Supercalculateur, qui fut plus tard réactivé par Jérémie.
Aelita ayant alors perdu la mémoire, Franz Hopper est un personnage inconnu durant toute la saison 1. Ce n'est qu'au début de la saison 2 qu'on le découvre, Aelita étant amenée par des visions jusqu'à l'Ermitage, ancienne maison du savant. Dans Mister Pück, les Lyoko-guerriers y trouvent une poupée d'elfe qu'Aelita nomme « monsieur Pück », et qui renferme la clé d'une consigne de gare. Jérémie et les autres découvrent à l'intérieur une mallette contenant un ensemble de disques sur lesquels est gravé le journal de Franz Hopper. Les lyoko-guerriers entreprennent alors de les décrypter. XANA utilise Jérémie pour détruire le journal, mais, par chance, le petit génie avait copié les données de ces disques dans une partie sécurisée du Supercalculateur, à laquelle lui-seul avait accès. Ce journal constitue par la suite un élément central de la série, Jérémie entreprenant de le traduire pour y trouver des informations sur Lyoko et XANA. Il y découvre aussi les plans de plusieurs inventions, tels la Marabounta (épisode Marabounta) ou un casque améliorant les connaissances de son porteur par au moyen des retours dans le passé (épisode Tentation).
Après la brève apparition de son clone créé par XANA, Franz Hopper se manifeste pour la première fois dans Contact, où il active une tour et prend possession de Sissi pour pouvoir contacter les Lyoko-guerriers. Malheureusement XANA désactive la tour (de force) grâce à des Mégatanks.
Dans Révélation, Franz Hopper pirate la tour activée par Jérémie pour empêcher XANA de le faire. Il décrypte à l'occasion l'ensemble de son journal, révélant ainsi qu'il est le père d'Aelita.
Dans l'épisode 52 Réminiscence, il montre toute sa puissance, et prend le contrôle de Mantas pour aider Aelita et Ulrich jusqu'au fragment de la mémoire d'Aelita (qui est en réalité un piège de XANA pour voler la mémoire d'Aelita). Lorsque XANA, grâce à la Méduse, parvient enfin à absorber toute la mémoire de la jeune fille et à quitter Lyoko qui s'éteint, Franz Hopper active toutes les tours et sauve le monde virtuel et sa fille, qui récupère la totalité de sa mémoire. Après cet incident, le créateur de Lyoko est présumé mort.
Mais dans l'épisode 57 Aelita (saison 3), on apprend qu'il est toujours en vie et emprisonné sur Lyoko. Enfin, dans Dernier round, Jérémie crée un programme pour détecter et matérialiser Franz Hopper. Le programme le détecte sur Lyoko, mais William (contrôlé par XANA) détruit le cœur du monde virtuel avant qu'il ne soit matérialisé. Pourtant, Franz Hopper survit et rejoint le Réseau. Jérémie reçoit un message de lui à la fin de l'épisode après l'avoir cru à nouveau mort... L'e-mail s’avérera contenir des données permettant de recréer les territoires de Lyoko, que Jérémie et Aelita utiliseront avec succès dans Renaissance.
Après quoi, les Lyoko-guerriers entament des recherches dans le Réseau pour retrouver William et Franz Hopper. Ces recherches sont malheureusement infructueuses pendant un bon moment.
Dans Mémoire blanche, Aelita reçoit un message de son père, qui lui demande de la rejoindre sur Lyoko, où il a créé une bulle virtuelle (semblable à celle de Canal fantôme) reproduisant le chalet de montagne où ils habitaient autrefois. Elle s'y rend, mais ce message s'avère être un piège organisé par XANA, qui a de nouveau usurpé l'identité de Franz Hopper. Malgré la destruction de la bulle par Aelita et l'intervention des autres Lyoko-guerriers, William arrive et jette Aelita dans la mer numérique, ce qui force le vrai Franz Hopper à sortir du Réseau pour sauver sa fille (comme le voulait XANA). On apprend ainsi qu'il avait volontairement fui dans le Réseau pour échapper à XANA, et que le but du système multi-agent était de l'attirer en mettant Aelita en danger. Malgré les tentatives des monstres et de William pour le tuer, les efforts des Lyoko-guerriers parviennent à le sauver, et il s'enfuit à nouveau dans le Réseau.
Aelita révèle aux autres Lyoko-guerriers dans l'épisode 90 Médusée que Franz Hopper avait changé de nom en arrivant à l'Ermitage, et que son vrai nom de famille était Schaeffer : Franz était en réalité son deuxième prénom, et Hopper le nom de naissance de son épouse Anthéa. Le générique de fin de la série montrant un dossier sur le projet Carthage au nom de Waldo Schaeffer, les fans admettent que Waldo Schaeffer est le véritable nom de Franz Hopper.
Franz Hopper donne rendez-vous sur Lyoko aux Lyoko-guerriers dans Contre-attaque, où il fournit à Jérémie les dernières données pour permettre à son programme multi-agent de vaincre XANA. Mais le programme s'avère manquer d'énergie pour la tâche au moment final. Franz Hopper revient alors et se sacrifie pour fournir l'énergie manquante, ce qui permet de détruire enfin XANA : ainsi, le créateur de Lyoko et de l’intelligence artificielle meurt avec sa création, au désespoir de sa fille. Franz Hopper aura été le seul personnage connu de la série à mourir de façon définitive et visible du public (en revanche, d'autres morts sont à mettre au compte de XANA : les scientifiques de la base d'Amazonie et probablement ceux de celle de Sibérie).

#### Franz Hopper sur Terre
Franz Hopper est un homme d'âge mûr, à la barbe et aux cheveux grissonants, portant des lunettes sombres. Sa voix paraît plus jeune que son physique, probablement vieilli par les travaux. Il porte toujours une blouse blanche (ou presque). À noter qu'il n'est jamais apparu en personne sur Terre dans la série : les quelques fois où on le voit sous forme humaine ne sont que des flashbacks d'Aelita, des extraits de son journal informatique et des photos. Un clone polymorphe prend aussi son apparence dans Franz Hopper, puis un autre double dans Mémoire blanche. Le véritable Franz Hopper semble ne plus disposer de corps, mais est tout de même intervenu à plusieurs reprises.

#### Franz Hopper sur Lyoko
Franz Hopper n'a été vu directement que trois fois sur Lyoko :
- La première dans l'épisode Aelita, lors d'un flashback de sa fille. L'avatar de Franz Hopper évolue entre les saisons, il passe de l'apparence d'un amas de sphères lumineuses dans les flash-backs d'Aelita dans la saison 3 (avant l'histoire de la série, donc) à une sorte de sphère blanche dans la saison 4.
- Les deuxième et troisième fois dans les épisodes Mémoire blanche et Contre-attaque, où il apparait dans sa dernière forme virtuelle (grosse sphère). Sous cette forme, il ne peut se défendre et perd ses points de vie de la même manière que William ou un Lyoko-guerrier.

Ses aptitudes, à part son contrôle de Lyoko et l'activation de tours à un niveau supérieur à XANA (le halo des tours prend alors une couleur blanche), sont très mal connues. Il n'a ni arme ni attaque, puisqu'il n'avait pas prévu que XANA se retourne contre lui. En revanche, il lévite en permanence, et a montré à une occasion qu'il pouvait transporter d'autres personnes ou plonger dans la Mer Numérique sans être détruit.
- Note : Après l'épisode 52 Réminiscence, les tours désactivées ne sont plus bleues, mais blanches. Les scénaristes ont confirmé qu'il y avait un lien avec Franz Hopper à ce sujet, sans pour autant révéler le lien en question, qui pourrait rester un mystère à jamais.